# Marçal Moliné
Marçal Moliné (Barcelona, 1936) és un publicitari català. Va estudiar periodisme i va ser un dels membres fundadors de l'agència MMLB, juntament amb Eddy Bosten, Joaquín Lorente i Miguel Montfort. Ha treballat en les agències Clarín, Carvis, Támden DDB, Bassat Ogilvy, Moliné-Consulting i Publicis i ha estat jurat en tres edicions del Festival de Cannes. L'any 1974 va guanyar el Clavell Medalla de Plata al millor director de curtmetratges en el Festival de Cinema de Sitges pel curtmetratge Ta ta boom boom.
És membre de Fundación Mundo Ciudad i l'any 2009 va ser nomenat membre d'honor de l'Acadèmia de la Publicitat. També ha rebut el Premi Nacional de Comunicació de la Generalitat de Catalunya i pertany al saló de la fama del Festival Iberoamericà de la Publicitat. És considerat un dels publicitaris espanyols més importants.

## Llibres
- La fuerza de la publicidad: saber hacer buena publicidad, saber administrar su fuerza (1999)
- Malicia para vender con marca: método paso a paso combinando la técnica del márketing con la astucia de los maestros de la estrategia militar (1996)
- La Comunicación activa: publicidad sólida (1988)
- Manual del director creativo: (vender con rabia) (1982)